# Đội tuyển bóng đá quốc gia Bolivia
Đội tuyển bóng đá quốc gia Bolivia (tiếng Tây Ban Nha: Selección de fútbol de Bolivia) là đội tuyển cấp quốc gia của Bolivia do Liên đoàn bóng đá Bolivia quản lý.
Trận thi đấu quốc tế đầu tiên của đội tuyển Bolivia là trận gặp đội tuyển Chile vào năm 1926. Thành tích tốt nhất của đội cho đến nay là chức vô địch Nam Mỹ năm 1963 và vị trí thứ tư của đại hội Thể thao liên châu Mỹ 2007. Đội đã 3 lần tham dự World Cup vào các năm 1930, 1950, 1994 và 1 lần tham dự cúp Liên đoàn các châu lục vào năm 1999, tuy nhiên đều không vượt qua được vòng bảng.

## Danh hiệu
- Cúp bóng đá Nam Mỹ:

Vô địch (1): 1963
Á quân (1): 1997
Hạng tư (2): 1927, 1949

## Thành tích quốc tế

### Giải vô địch bóng đá thế giới
Tính đến nay, đội tuyển Bolivia đã 3 lần tham dự vòng chung kết giải vô địch bóng đá thế giới nhưng đều dừng bước ở vòng bảng.
| Năm         | Thành tích               | Thứ hạng1                | Số trận                  | Thắng                    | Hòa                      | Thua                     | Bàn thắng                | Bàn thua                 |
| ----------- | ------------------------ | ------------------------ | ------------------------ | ------------------------ | ------------------------ | ------------------------ | ------------------------ | ------------------------ |
| 1930        | Vòng bảng                | 12th                     | 2                        | 0                        | 0                        | 2                        | 0                        | 8                        |
| 1934 ↓ 1938 | Không tham dự            | Không tham dự            | Không tham dự            | Không tham dự            | Không tham dự            | Không tham dự            | Không tham dự            | Không tham dự            |
| 1950        | Vòng bảng                | 13th                     | 1                        | 0                        | 0                        | 1                        | 0                        | 8                        |
| 1954 ↓ 1958 | Không tham dự            | Không tham dự            | Không tham dự            | Không tham dự            | Không tham dự            | Không tham dự            | Không tham dự            | Không tham dự            |
| 1962 ↓ 1990 | Không vượt qua vòng loại | Không vượt qua vòng loại | Không vượt qua vòng loại | Không vượt qua vòng loại | Không vượt qua vòng loại | Không vượt qua vòng loại | Không vượt qua vòng loại | Không vượt qua vòng loại |
| 1994        | Vòng bảng                | 21st                     | 3                        | 0                        | 1                        | 2                        | 1                        | 4                        |
| 1998 ↓ 2022 | Không vượt qua vòng loại | Không vượt qua vòng loại | Không vượt qua vòng loại | Không vượt qua vòng loại | Không vượt qua vòng loại | Không vượt qua vòng loại | Không vượt qua vòng loại | Không vượt qua vòng loại |
| 2026 ↓ 2034 | Chưa xác định            | Chưa xác định            | Chưa xác định            | Chưa xác định            | Chưa xác định            | Chưa xác định            | Chưa xác định            | Chưa xác định            |
| Tổng cộng   | 3/22 3 lần vòng bảng     | 3/22 3 lần vòng bảng     | 6                        | 0                        | 1                        | 5                        | 1                        | 20                       |

Chú giải 1:  Thứ hạng ngoài bốn hạng đầu là không chính thức, dựa trên so sánh giữa các đội tuyển lọt vào cùng một vòng đấu

### Cúp Liên đoàn các châu lục
| Năm       | Thành tích                | Thứ hạng1                 | Số trận                   | Thắng                     | Hòa                       | Thua                      | Bàn thắng                 | Bàn thua                  |
| --------- | ------------------------- | ------------------------- | ------------------------- | ------------------------- | ------------------------- | ------------------------- | ------------------------- | ------------------------- |
| 1992      | Không giành quyền tham dự | Không giành quyền tham dự | Không giành quyền tham dự | Không giành quyền tham dự | Không giành quyền tham dự | Không giành quyền tham dự | Không giành quyền tham dự | Không giành quyền tham dự |
| 1995      | Không giành quyền tham dự | Không giành quyền tham dự | Không giành quyền tham dự | Không giành quyền tham dự | Không giành quyền tham dự | Không giành quyền tham dự | Không giành quyền tham dự | Không giành quyền tham dự |
| 1997      | Không giành quyền tham dự | Không giành quyền tham dự | Không giành quyền tham dự | Không giành quyền tham dự | Không giành quyền tham dự | Không giành quyền tham dự | Không giành quyền tham dự | Không giành quyền tham dự |
| 1999      | Vòng bảng                 | 6th                       | 3                         | 0                         | 2                         | 1                         | 2                         | 3                         |
| 2001      | Không giành quyền tham dự | Không giành quyền tham dự | Không giành quyền tham dự | Không giành quyền tham dự | Không giành quyền tham dự | Không giành quyền tham dự | Không giành quyền tham dự | Không giành quyền tham dự |
| 2003      | Không giành quyền tham dự | Không giành quyền tham dự | Không giành quyền tham dự | Không giành quyền tham dự | Không giành quyền tham dự | Không giành quyền tham dự | Không giành quyền tham dự | Không giành quyền tham dự |
| 2005      | Không giành quyền tham dự | Không giành quyền tham dự | Không giành quyền tham dự | Không giành quyền tham dự | Không giành quyền tham dự | Không giành quyền tham dự | Không giành quyền tham dự | Không giành quyền tham dự |
| 2009      | Không giành quyền tham dự | Không giành quyền tham dự | Không giành quyền tham dự | Không giành quyền tham dự | Không giành quyền tham dự | Không giành quyền tham dự | Không giành quyền tham dự | Không giành quyền tham dự |
| 2013      | Không giành quyền tham dự | Không giành quyền tham dự | Không giành quyền tham dự | Không giành quyền tham dự | Không giành quyền tham dự | Không giành quyền tham dự | Không giành quyền tham dự | Không giành quyền tham dự |
| 2017      | Không giành quyền tham dự | Không giành quyền tham dự | Không giành quyền tham dự | Không giành quyền tham dự | Không giành quyền tham dự | Không giành quyền tham dự | Không giành quyền tham dự | Không giành quyền tham dự |
| Tổng cộng | 1/10 Vòng bảng            | 1/10 Vòng bảng            | 3                         | 0                         | 2                         | 1                         | 2                         | 3                         |

Chú giải 1:  Thứ hạng ngoài bốn hạng đầu là không chính thức, dựa trên so sánh giữa các đội tuyển lọt vào cùng một vòng đấu

### Cúp bóng đá Nam Mỹ
| Thành tích tại Cúp bóng đá Nam Mỹ | Thành tích tại Cúp bóng đá Nam Mỹ | Thành tích tại Cúp bóng đá Nam Mỹ | Thành tích tại Cúp bóng đá Nam Mỹ | Thành tích tại Cúp bóng đá Nam Mỹ | Thành tích tại Cúp bóng đá Nam Mỹ | Thành tích tại Cúp bóng đá Nam Mỹ | Thành tích tại Cúp bóng đá Nam Mỹ | Thành tích tại Cúp bóng đá Nam Mỹ |
| Năm                               | Thành tích                        | Thứ hạng                          | Số trận                           | Thắng                             | Hòa                               | Thua                              | Bàn thắng                         | Bàn thua                          |
| --------------------------------- | --------------------------------- | --------------------------------- | --------------------------------- | --------------------------------- | --------------------------------- | --------------------------------- | --------------------------------- | --------------------------------- |
| 1916                              | Không tham dự                     | Không tham dự                     | Không tham dự                     | Không tham dự                     | Không tham dự                     | Không tham dự                     | Không tham dự                     | Không tham dự                     |
| 1917                              | Không tham dự                     | Không tham dự                     | Không tham dự                     | Không tham dự                     | Không tham dự                     | Không tham dự                     | Không tham dự                     | Không tham dự                     |
| 1919                              | Không tham dự                     | Không tham dự                     | Không tham dự                     | Không tham dự                     | Không tham dự                     | Không tham dự                     | Không tham dự                     | Không tham dự                     |
| 1920                              | Không tham dự                     | Không tham dự                     | Không tham dự                     | Không tham dự                     | Không tham dự                     | Không tham dự                     | Không tham dự                     | Không tham dự                     |
| 1921                              | Không tham dự                     | Không tham dự                     | Không tham dự                     | Không tham dự                     | Không tham dự                     | Không tham dự                     | Không tham dự                     | Không tham dự                     |
| 1922                              | Không tham dự                     | Không tham dự                     | Không tham dự                     | Không tham dự                     | Không tham dự                     | Không tham dự                     | Không tham dự                     | Không tham dự                     |
| 1923                              | Không tham dự                     | Không tham dự                     | Không tham dự                     | Không tham dự                     | Không tham dự                     | Không tham dự                     | Không tham dự                     | Không tham dự                     |
| 1924                              | Không tham dự                     | Không tham dự                     | Không tham dự                     | Không tham dự                     | Không tham dự                     | Không tham dự                     | Không tham dự                     | Không tham dự                     |
| 1925                              | Không tham dự                     | Không tham dự                     | Không tham dự                     | Không tham dự                     | Không tham dự                     | Không tham dự                     | Không tham dự                     | Không tham dự                     |
| 1926                              | Hạng năm                          | 5th                               | 4                                 | 0                                 | 0                                 | 4                                 | 2                                 | 24                                |
| 1927                              | Hạng tư                           | 4th                               | 3                                 | 0                                 | 0                                 | 3                                 | 3                                 | 19                                |
| 1929                              | Bỏ cuộc                           | Bỏ cuộc                           | Bỏ cuộc                           | Bỏ cuộc                           | Bỏ cuộc                           | Bỏ cuộc                           | Bỏ cuộc                           | Bỏ cuộc                           |
| 1935                              | Bỏ cuộc                           | Bỏ cuộc                           | Bỏ cuộc                           | Bỏ cuộc                           | Bỏ cuộc                           | Bỏ cuộc                           | Bỏ cuộc                           | Bỏ cuộc                           |
| 1937                              | Bỏ cuộc                           | Bỏ cuộc                           | Bỏ cuộc                           | Bỏ cuộc                           | Bỏ cuộc                           | Bỏ cuộc                           | Bỏ cuộc                           | Bỏ cuộc                           |
| 1939                              | Bỏ cuộc                           | Bỏ cuộc                           | Bỏ cuộc                           | Bỏ cuộc                           | Bỏ cuộc                           | Bỏ cuộc                           | Bỏ cuộc                           | Bỏ cuộc                           |
| 1941                              | Bỏ cuộc                           | Bỏ cuộc                           | Bỏ cuộc                           | Bỏ cuộc                           | Bỏ cuộc                           | Bỏ cuộc                           | Bỏ cuộc                           | Bỏ cuộc                           |
| 1942                              | Bỏ cuộc                           | Bỏ cuộc                           | Bỏ cuộc                           | Bỏ cuộc                           | Bỏ cuộc                           | Bỏ cuộc                           | Bỏ cuộc                           | Bỏ cuộc                           |
| 1945                              | Hạng sáu                          | 6th                               | 6                                 | 0                                 | 2                                 | 4                                 | 3                                 | 16                                |
| 1946                              | Hạng sáu                          | 6th                               | 5                                 | 0                                 | 0                                 | 5                                 | 4                                 | 23                                |
| 1947                              | Hạng bảy                          | 7th                               | 7                                 | 0                                 | 2                                 | 5                                 | 6                                 | 21                                |
| 1949                              | Hạng tư                           | 4th                               | 7                                 | 4                                 | 0                                 | 3                                 | 13                                | 24                                |
| 1953                              | Hạng sáu                          | 6th                               | 6                                 | 1                                 | 1                                 | 4                                 | 6                                 | 15                                |
| 1955                              | Bỏ cuộc                           | Bỏ cuộc                           | Bỏ cuộc                           | Bỏ cuộc                           | Bỏ cuộc                           | Bỏ cuộc                           | Bỏ cuộc                           | Bỏ cuộc                           |
| 1956                              | Bỏ cuộc                           | Bỏ cuộc                           | Bỏ cuộc                           | Bỏ cuộc                           | Bỏ cuộc                           | Bỏ cuộc                           | Bỏ cuộc                           | Bỏ cuộc                           |
| 1957                              | Bỏ cuộc                           | Bỏ cuộc                           | Bỏ cuộc                           | Bỏ cuộc                           | Bỏ cuộc                           | Bỏ cuộc                           | Bỏ cuộc                           | Bỏ cuộc                           |
| 1959                              | Hạng bảy                          | 7th                               | 6                                 | 0                                 | 1                                 | 5                                 | 4                                 | 23                                |
| 1959                              | Bỏ cuộc                           | Bỏ cuộc                           | Bỏ cuộc                           | Bỏ cuộc                           | Bỏ cuộc                           | Bỏ cuộc                           | Bỏ cuộc                           | Bỏ cuộc                           |
| 1963                              | Vô địch                           | 1st                               | 6                                 | 5                                 | 1                                 | 0                                 | 19                                | 13                                |
| 1967                              | Hạng sáu                          | 6th                               | 5                                 | 0                                 | 1                                 | 4                                 | 0                                 | 9                                 |
| 1975                              | Vòng bảng                         | 8th                               | 4                                 | 1                                 | 0                                 | 3                                 | 3                                 | 9                                 |
| 1979                              | Vòng bảng                         | 7th                               | 4                                 | 2                                 | 0                                 | 2                                 | 4                                 | 7                                 |
| 1983                              | Vòng bảng                         | 8th                               | 4                                 | 0                                 | 2                                 | 2                                 | 4                                 | 6                                 |
| 1987                              | Vòng bảng                         | 7th                               | 2                                 | 0                                 | 1                                 | 1                                 | 0                                 | 2                                 |
| 1989                              | Vòng bảng                         | 9th                               | 4                                 | 0                                 | 2                                 | 2                                 | 0                                 | 8                                 |
| 1991                              | Vòng bảng                         | 9th                               | 4                                 | 0                                 | 2                                 | 2                                 | 2                                 | 7                                 |
| 1993                              | Vòng bảng                         | 10th                              | 3                                 | 0                                 | 2                                 | 1                                 | 1                                 | 2                                 |
| 1995                              | Tứ kết                            | 8th                               | 4                                 | 1                                 | 1                                 | 2                                 | 5                                 | 6                                 |
| 1997                              | Á quân                            | 2nd                               | 6                                 | 5                                 | 0                                 | 1                                 | 10                                | 5                                 |
| 1999                              | Vòng bảng                         | 9th                               | 3                                 | 0                                 | 2                                 | 1                                 | 1                                 | 2                                 |
| 2001                              | Vòng bảng                         | 11th                              | 3                                 | 0                                 | 0                                 | 3                                 | 0                                 | 7                                 |
| 2004                              | Vòng bảng                         | 9th                               | 3                                 | 0                                 | 2                                 | 1                                 | 3                                 | 4                                 |
| 2007                              | Vòng bảng                         | 10th                              | 3                                 | 0                                 | 2                                 | 1                                 | 4                                 | 5                                 |
| 2011                              | Vòng bảng                         | 11th                              | 3                                 | 0                                 | 1                                 | 2                                 | 1                                 | 5                                 |
| 2015                              | Tứ kết                            | 8th                               | 4                                 | 1                                 | 1                                 | 2                                 | 4                                 | 10                                |
| 2016                              | Vòng bảng                         | 14th                              | 3                                 | 0                                 | 0                                 | 3                                 | 2                                 | 7                                 |
| 2019                              | Vòng bảng                         | 12th                              | 3                                 | 0                                 | 0                                 | 3                                 | 2                                 | 9                                 |
| 2021                              | Vòng bảng                         | 10th                              | 4                                 | 0                                 | 0                                 | 4                                 | 2                                 | 10                                |
| 2024                              | Vòng bảng                         | 16th                              | 3                                 | 0                                 | 0                                 | 3                                 | 1                                 | 10                                |
| Tổng cộng                         | 29/48 1 lần vô địch               | 29/48 1 lần vô địch               | 122                               | 20                                | 26                                | 76                                | 109                               | 308                               |

### Đại hội Thể thao liên Mỹ
- (Nội dung thi đấu dành cho cấp đội tuyển quốc gia cho đến kỳ Đại hội năm 1995)

| Năm           | Thành tích    | Thứ hạng      | Số trận       | Thắng         | Hòa           | Thua          | Bàn thắng     | Bàn thua      |
| ------------- | ------------- | ------------- | ------------- | ------------- | ------------- | ------------- | ------------- | ------------- |
| 1951 tới 1971 | Không tham dự | Không tham dự | Không tham dự | Không tham dự | Không tham dự | Không tham dự | Không tham dự | Không tham dự |
| 1975          | Vòng 2        | 6th           | 5             | 2             | 0             | 3             | 4             | 14            |
| 1983 tới 1995 | Không tham dự | Không tham dự | Không tham dự | Không tham dự | Không tham dự | Không tham dự | Không tham dự | Không tham dự |
| Tổng cộng     | 1/12 Vòng 2   | 1/12 Vòng 2   | 5             | 2             | 0             | 3             | 4             | 14            |

## Đội hình hiện tại
26 cầu thủ dưới đây đã hoàn thành Copa América 2024.
Số liệu thống kê tính đến ngày 1 tháng 7 năm 2024 sau trận gặp Panama.
| Số | VT | Cầu thủ                  | Ngày sinh (tuổi)  | Trận | Bàn | Câu lạc bộ             |
| -- | -- | ------------------------ | ----------------- | ---- | --- | ---------------------- |
| 1  | TM | Carlos Lampe             | 17 tháng 3, 1987  | 55   | 0   | Bolívar                |
| 12 | TM | Gustavo Almada           | 29 tháng 4, 1994  | 0    | 0   | Universitario de Vinto |
| 23 | TM | Guillermo Viscarra       | 7 tháng 2, 1993   | 24   | 0   | The Strongest          |
|    |    |                          |                   |      |     |                        |
| 2  | HV | Jesús Sagredo            | 10 tháng 3, 1994  | 11   | 0   | Bolívar                |
| 3  | HV | Diego Medina             | 13 tháng 1, 2002  | 15   | 0   | Always Ready           |
| 4  | HV | Luis Haquín (đội trưởng) | 15 tháng 11, 1997 | 37   | 1   | Ponte Preta            |
| 5  | HV | Adrián Jusino            | 9 tháng 7, 1992   | 36   | 0   | The Strongest          |
| 17 | HV | Roberto Fernández        | 12 tháng 7, 1999  | 37   | 1   | Baltika Kaliningrad    |
| 21 | HV | José Sagredo             | 10 tháng 3, 1994  | 57   | 1   | Bolívar                |
| 24 | HV | Marcelo Suárez           | 29 tháng 8, 2001  | 10   | 0   | Always Ready           |
| 25 | HV | Yomar Rocha              | 21 tháng 6, 2003  | 5    | 0   | Bolívar                |
|    |    |                          |                   |      |     |                        |
| 6  | TV | Leonel Justiniano        | 2 tháng 7, 1992   | 54   | 2   | Bolívar                |
| 7  | TV | Miguel Terceros          | 25 tháng 4, 2004  | 15   | 1   | Santos                 |
| 10 | TV | Ramiro Vaca              | 1 tháng 7, 1999   | 37   | 4   | Bolívar                |
| 14 | TV | Robson Tomé              | 18 tháng 5, 2002  | 2    | 0   | Always Ready           |
| 15 | TV | Gabriel Villamil         | 28 tháng 6, 2001  | 20   | 0   | LDU Quito              |
| 16 | TV | Boris Céspedes           | 19 tháng 6, 1995  | 19   | 1   | Yverdon-Sport          |
| 20 | TV | Fernando Saucedo         | 15 tháng 3, 1990  | 26   | 1   | Bolívar                |
| 22 | TV | Héctor Cuéllar           | 16 tháng 8, 2000  | 11   | 0   | Always Ready           |
| 26 | TV | Adalid Terrazas          | 25 tháng 8, 2000  | 2    | 0   | Always Ready           |
|    |    |                          |                   |      |     |                        |
| 8  | TĐ | Jaume Cuéllar            | 23 tháng 8, 2001  | 9    | 0   | Barcelona B            |
| 9  | TĐ | César Menacho            | 9 tháng 8, 1999   | 5    | 0   | Blooming               |
| 11 | TĐ | Carmelo Algarañaz        | 27 tháng 1, 1996  | 26   | 2   | Bolívar                |
| 13 | TĐ | Lucas Chávez             | 17 tháng 4, 2003  | 5    | 0   | Bolívar                |
| 18 | TĐ | Rodrigo Ramallo          | 14 tháng 10, 1990 | 41   | 7   | The Strongest          |
| 19 | TĐ | Bruno Miranda            | 10 tháng 2, 1998  | 20   | 3   | The Strongest          |

### Triệu tập gần đây
| Vt | Cầu thủ           | Ngày sinh (tuổi)  | Số trận | Bt | Câu lạc bộ             | Lần cuối triệu tập               |
| -- | ----------------- | ----------------- | ------- | -- | ---------------------- | -------------------------------- |
| TM | David Akologo     | 19 tháng 2, 1997  | 0       | 0  | Aurora                 | v. México, 31 May 2024           |
| TM | Bruno Poveda      | 22 tháng 10, 2003 | 0       | 0  | Wilstermann            | v. Andorra, 26 March 2024        |
| TM | Rubén Cordano     | 16 tháng 10, 1998 | 5       | 0  | Oriente Petrolero      | v. Uruguay, 21 November 2023     |
| TM | Braulio Uraezaña  | 26 tháng 3, 1995  | 0       | 0  | Blooming               | v. Paraguay, 17 October 2023     |
| TM | Fabián Pereira    | 15 tháng 5, 2006  | 0       | 0  | Always Ready           | Microcycle, 23–29 September 2023 |
| TM | Mauricio Adorno   | 3 tháng 4, 2001   | 0       | 0  | Nacional Potosí        | v. Argentina, 12 September 2023  |
|    |                   |                   |         |    |                        |                                  |
| HV | Sebastián Álvarez | 29 tháng 8, 2001  | 1       | 0  | Oriente Petrolero      | v. Colombia, 15 June 2024        |
| HV | César Romero      | 3 tháng 8, 2001   | 1       | 0  | Blooming               | v. Colombia, 15 June 2024        |
| HV | Jairo Quinteros   | 7 tháng 2, 2001   | 23      | 0  | Bolívar                | v. Ecuador, 12 June 2024 INJ     |
| HV | Erwin Saavedra    | 22 tháng 2, 1996  | 40      | 4  | Bolívar                | v. México, 31 May 2024           |
| HV | Denilson Durán    | 24 tháng 3, 2003  | 0       | 0  | Blooming               | v. México, 31 May 2024 INJ       |
| HV | Daniel Lino       | 18 tháng 2, 2002  | 0       | 0  | The Strongest          | v. Andorra, 26 March 2024        |
| HV | Diego Bejarano    | 24 tháng 8, 1991  | 46      | 3  | Oriente Petrolero      | v. Uruguay, 21 November 2023     |
| HV | Carlos Roca       | 11 tháng 5, 1997  | 7       | 0  | The Strongest          | v. Paraguay, 17 October 2023     |
| HV | Eduardo Álvarez   | 9 tháng 4, 2003   | 0       | 0  | Royal Pari             | v. Argentina, 12 September 2023  |
| HV | Efrain Morales    | 4 tháng 3, 2004   | 0       | 0  | Atlanta United         | v. Argentina, 12 September 2023  |
| HV | Saúl Severiche    | 17 tháng 5, 2002  | 0       | 0  | Blooming               | v. Argentina, 12 September 2023  |
| HV | Jairo Velasco     | 8 tháng 3, 2002   | 0       | 0  | Guabirá                | v. Argentina, 12 September 2023  |
|    |                   |                   |         |    |                        |                                  |
| TV | Pablo Vaca        | 31 tháng 5, 2002  | 1       | 0  | Always Ready           | v. Colombia, 15 June 2024        |
| TV | José Berdecio     | 12 tháng 8, 2002  | 1       | 0  | Philadelphia Union     | v. México, 31 May 2024           |
| TV | Miguel Villarroel | 10 tháng 1, 2003  | 1       | 0  | Bolívar                | v. México, 31 May 2024           |
| TV | Juan Magallanes   | 2 tháng 1, 2003   | 0       | 0  | Universitario de Vinto | v. México, 31 May 2024           |
| TV | Gustavo Mendoza   | 11 tháng 5, 2004  | 0       | 0  | San Antonio Bulo Bulo  | v. México, 31 May 2024           |
| TV | Carlos Sejas      | 10 tháng 1, 2004  | 0       | 0  | Aurora                 | v. México, 31 May 2024           |
| TV | Moisés Villarroel | 7 tháng 9, 1998   | 26      | 1  | Guabirá                | v. México, 31 May 2024 INJ       |
| TV | Henry Vaca        | 27 tháng 1, 1998  | 20      | 1  | Bolívar                | v. México, 31 May 2024 INJ       |
| TV | Mirko Tomianovic  | 1 tháng 10, 2001  | 0       | 0  | Real Tomayapo          | v. México, 31 May 2024 INJ       |
| TV | Jaime Arrascaita  | 2 tháng 9, 1993   | 17      | 1  | The Strongest          | v. Andorra, 26 March 2024        |
| TV | Rafinha           | 20 tháng 12, 1991 | 0       | 0  | Blooming               | v. Andorra, 26 March 2024        |
| TV | Danny Bejarano    | 3 tháng 1, 1994   | 32      | 0  | Nea Salamis            | v. Uruguay, 21 November 2023     |
| TV | Jeyson Chura      | 3 tháng 2, 2002   | 8       | 0  | The Strongest          | v. Uruguay, 21 November 2023     |
| TV | Julio Herrera     | 11 tháng 2, 1999  | 1       | 0  | Always Ready           | v. Uruguay, 21 November 2023     |
| TV | Javier Uzeda      | 31 tháng 7, 2002  | 0       | 0  | Bolívar                | Microcycle, 23–29 September 2023 |
| TV | Luciano Ursino    | 31 tháng 10, 1988 | 7       | 1  | The Strongest          | v. Argentina, 12 September 2023  |
| TV | Carlos Abastoflor | 9 tháng 4, 2002   | 0       | 0  | Always Ready           | v. Argentina, 12 September 2023  |
| TV | Andrés Moreno     | 9 tháng 10, 2002  | 0       | 0  | Royal Pari             | v. Argentina, 12 September 2023  |
| TV | Marco Salazar     | 14 tháng 10, 2004 | 0       | 0  | Always Ready           | v. Argentina, 12 September 2023  |
| TV | Kevin Salvatierra | 5 tháng 8, 2001   | 0       | 0  | Oriente Petrolero      | v. Argentina, 12 September 2023  |
| TV | Ervin Vaca        | 18 tháng 3, 2004  | 0       | 0  | Bolívar                | v. Argentina, 12 September 2023  |
| TV | Daniel Rojas      | 10 tháng 1, 2004  | 1       | 0  | The Strongest          | v. Panama, 27 August 2023        |
|    |                   |                   |         |    |                        |                                  |
| TĐ | Moisés Paniagua   | 16 tháng 8, 2007  | 0       | 0  | Always Ready           | v. Ecuador, 12 June 2024 WD      |
| TĐ | Jair Reinoso      | 7 tháng 6, 1985   | 4       | 0  | Aurora                 | v. México, 31 May 2024           |
| TĐ | Gabriel Sotomayor | 2 tháng 7, 1999   | 0       | 0  | The Strongest          | v. México, 31 May 2024           |
| TĐ | Marcelo Martins   | 18 tháng 6, 1987  | 108     | 31 | Retired                | v. Uruguay, 21 November 2023     |
| TĐ | Víctor Ábrego     | 11 tháng 2, 1997  | 15      | 2  | Raja Casablanca        | v. Paraguay, 17 October 2023     |
| TĐ | José Martines     | 18 tháng 9, 2002  | 1       | 0  | Always Ready           | Microcycle, 23–29 September 2023 |
| TĐ | Enzo Monteiro     | 27 tháng 5, 2004  | 1       | 0  | Santos U20             | v. Argentina, 12 September 2023  |
| TĐ | Fernando Nava     | 8 tháng 6, 2004   | 1       | 0  | Santos U20             | v. Argentina, 12 September 2023  |
| TĐ | José Alipaz       | 6 tháng 4, 2003   | 0       | 0  | Universitario de Vinto | v. Argentina, 12 September 2023  |
| TĐ | José Briceño      | 20 tháng 1, 2002  | 0       | 0  | Vaca Díez              | v. Argentina, 12 September 2023  |
| TĐ | Fabricio Quaglio  | 30 tháng 7, 2003  | 0       | 0  | The Strongest          | v. Argentina, 12 September 2023  |

## Cầu thủ nổi tiếng
- Arce
- Julio Baldivieso
- Joaquín Botero
- José Castillo
- Marco Etcheverry
- Juan García
- Limberg Gutiérrez
- Jaime Moreno
- Juan Manuel Peña
- Richard Rojas
- Erwin Sánchez
- Oscar Sánchez